# 通風

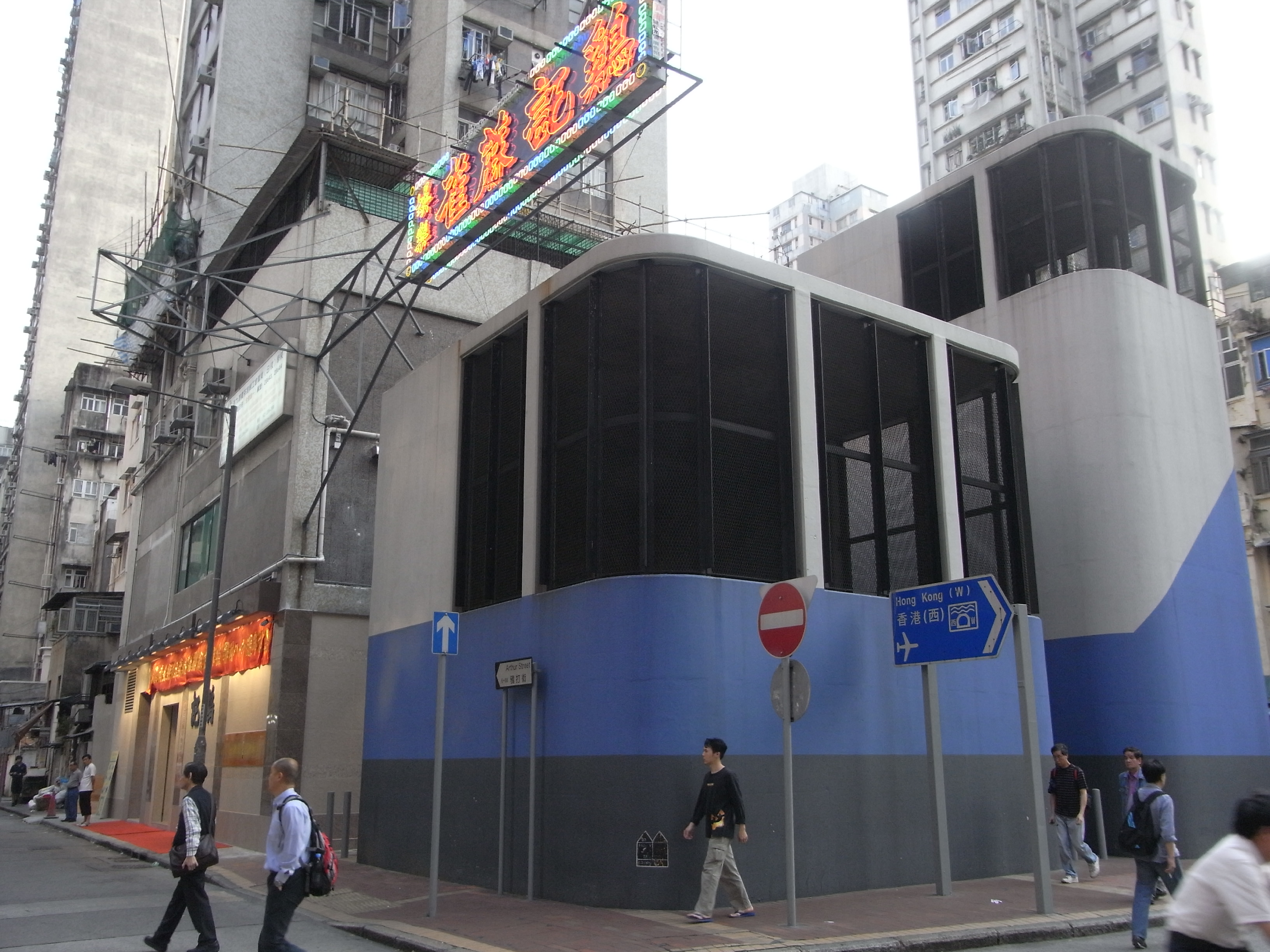

建築通風（building ventilation）是指建築物內部與外部的空氣交換、混合的過程與現象，為影響室內空氣品質的最主要因素。通风系统按照使用场所可分为工业通风和居住通风两种，工业通风需要满足OSHA的规定，居住通风需要满足规范ASHRAE 62.1的要求。
通風可依其驅動力來源區分為自然通風（natural ventilation）與機械通風（mechanical ventilation）。自然通風是依靠建築物內外的氣壓差異或溫度差異所造成的空氣流動;機械通風又稱為強制通風（forced ventilation），利用通風機械（風扇、送風機、抽風機）所產生的動力促使室內外的空氣交換和流動。機械通風適用於自然通風量不足或室內會產生有害或可燃氣體，其優點為風量穩定，且可隨需要來控制通風量，但缺點為消耗能量。
自然通風又可分為風壓通風與浮力通風，風壓通風（wind-driven ventilation）依靠自然風力作用在建築上所造成的風壓差異，造成空氣流動與室內外的空氣交換；浮力通風（buoyancy-driven ventilation）則藉由空氣溫度差異所造成的浮力，促使空氣上下對流、交換。
机械通风又可分为正压通风，负压通风和平衡通风（balance supply & extract）。正压通风采用机械送风和自然排风的通风模式；负压通风采用自然送风和机械排风的通风模式；平衡通风采用机械送风和机械排风的通风模式。